# Piraquê
Piraquê est une municipalité brésilienne située dans l'État du Tocantins.